# Coscinodon
Coscinodon là một chi rêu trong họ Grimmiaceae.